# Ingeborg Verdun
Pour les articles homonymes, voir Verdun (homonymie).
Ingeborg Verdun, née en décembre 1940 à Anvers, serait la fille illégitime du roi Léopold III de Belgique et de Liselotte Landbeck. En 2011, De Küssnacht à Argenteuil : drames au sein de la maison royale de Belgique (1935-2002) de Leo Van Audenhaege révèle son histoire.